# Lucio Dalla (album)
Lucio Dalla è l'ottavo album in studio del cantautore italiano Lucio Dalla, pubblicato nel 1979 dall'etichetta discografica RCA Italiana.

## Descrizione
Prodotto da Alessandro Colombini e Renzo Cremonini, l'album fu registrato presso gli Stone Castle Studios di Carimate.
Assieme al precedente Come è profondo il mare (1977) e al successivo Dalla (1980) il disco è considerato da gran parte della critica musicale parte del "trittico della maturità" di Dalla. Divenuto cantautore a tutti gli effetti dopo tre album scritti interamente con il paroliere Roberto Roversi, Dalla riversa gran parte dei suoi maggiori successi in questa terna di album, i quali ebbero un importante riscontro sia di critica che di pubblico, segnando tutta la sua opera successiva.
Due brani incisi nello stesso periodo furono esclusi dal disco per motivi di spazio: il singolo Ma come fanno i marinai – già pubblicato a novembre del 1978 assieme a Cosa Sarà e come quest'ultimo cantato con Francesco De Gregori – e il brano Angeli, che Dalla aveva interpretato dal vivo alla televisione RTSI della Svizzera italiana insieme ad altri estratti, all'epoca inediti, di quest'album. L'esecuzione in questione di Angeli rimase inedita fino al 2001, mentre la versione in studio tratta dalle sedute di registrazione dell'album fu poi ricantata da Bruno Lauzi, con lo stesso Dalla ai cori, e pubblicata dal cantante genovese sul Qdisc Amici Miei (1981).

## Accoglienza
| Recensione | Giudizio       |
| ---------- | -------------- |
| Ondarock   | Pietra miliare |

L'album vendette 500 000 copie in sei mesi, risultando come il più venduto per l'anno 1979. Inoltre esso è stato inserito nella classifica dei 100 dischi italiani più belli di sempre secondo Rolling Stone Italia alla posizione numero 40.

## Interpretazioni dei brani da parte di altri artisti
L'ultima luna fu reinterpretata da Jovanotti nel 2019 e inserita nell'album Lorenzo sulla Luna.
Stella di mare fu reinterpretata da Cesare Cremonini in un duetto virtuale con lo stesso Dalla, nel 2022. La versione si differenzia dall'originale per gli arrangiamenti in chiave dance.
 L'anno che verrà è stata interpretata nel 2025 da Brunori Sas insieme a Dimartino e Riccardo Sinigallia al Festival di Sanremo nella serata dedicata alle cover.

## Tracce
Testi e musiche di Lucio Dalla, eccetto dove indicato.
Lato A
1. L'ultima luna – 5:44
2. Stella di mare – 5:56
3. La signora – 4:00
4. Milano – 3:30

Durata totale: 19:10
Lato B
1. Anna e Marco – 3:42
2. Tango – 3:59
3. Cosa sarà (feat. Francesco De Gregori) – 4:20 (testo: Lucio Dalla – musica: Rosalino Cellamare)
4. Notte – 3:38
5. L'anno che verrà – 4:25

Durata totale: 20:04

## Formazione
- Lucio Dalla – voce e cori, clarinetto e sax alto, tastiera
- Ron – chitarra acustica, cori, pianoforte
- Francesco De Gregori – voce (traccia: B3)
- Ricky Portera – chitarra elettrica e acustica, cori
- Marco Nanni – basso elettrico
- Giovanni Pezzoli – batteria
- Aldo Banfi – sintetizzatore
- Gianni Zilioli – fisarmonica
- Roberto Colombo – pedal steel guitar
- Paolo Del Conte, Cecco La Notte – chitarra
- Luciano Biasutti – tromba
- Marco Ferradini, Alessandro Colombini – cori
- Orchestra d'archi arrangiata e diretta da Gian Piero Reverberi (tracce: B1, B2, B4, B5)